# Foto del Sonderkommando

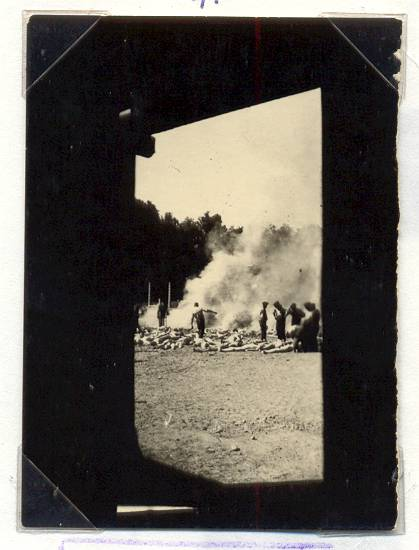
Foto n.1: Membri del Sonderkommando impegnati nella cremazione dei corpi in una fossa comune

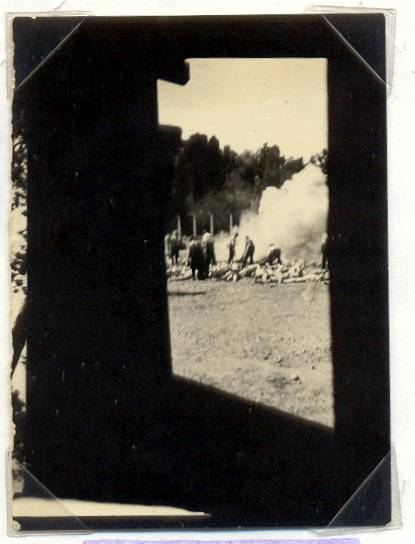
Foto n.2: Un'altra inquadratura del lavoro del Sonderkommando

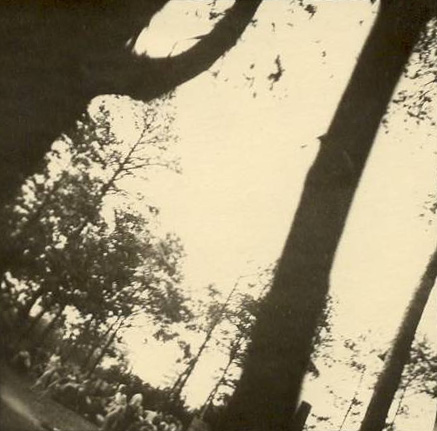
Foto n.3: Un altro gruppo di prigionieri è condotto denudato dal boschetto di betulle, dove ha atteso l'esecuzione, all'interno delle camere a gas

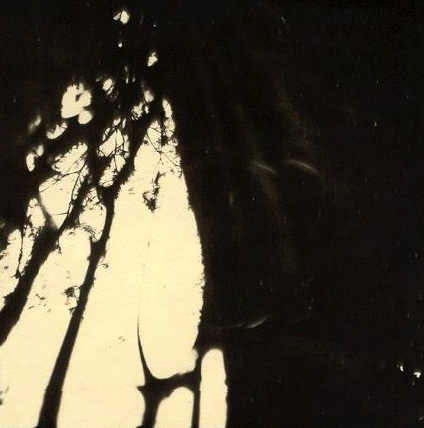
Foto n.4: Le cime degli alberi di betulle nel luogo dove era radunato il gruppo dei prigionieri

Le foto del Sonderkommando sono una serie di 4 fotografie scattate clandestinamente nell'agosto 1944 da membri del Sonderkommando che operava al crematorio V di Auschwitz-Birkenau. Le foto documentano le fasi immediatamente precedenti e immediatamente seguenti l'uccisione di gruppi di prigionieri nelle camere a gas del campo. Si tratta dell'unica testimonianza visiva del processo di sterminio ampiamente descritto nei molti libri di memorie sull'Olocausto dai deportati sopravvissuti e nelle testimonianze fornite ai processi da membri dello stesso personale SS.

## L'album
Per velocizzare le operazioni di sterminio le autorità naziste del campo di sterminio di Auschwitz-Birkenau organizzarono gruppi di prigionieri in Sonderkommandos con l'incarico di rimuovere i corpi dalle camere a gas e di bruciarli nei forni crematori o in fosse appositamente allestite.
I nazisti cercarono di tenere l'intero processo per quanto possibile segreto e di eliminarne ogni prova. Esistono altre foto del personale SS di servizio ad Auschwitz-Birkenau (il cosiddetto Höcker Album) e altre foto di internati ad Auschwitz I (opera del fotografo Wilhelm Brasse), ma nessuna foto documenta così da vicino il processo di sterminio. L'unico documento comparabile è il cosiddetto Auschwitz Album, una collezione di circa 200 foto scattate dal personale SS che illustra dettagliatamente il processo di selezione dei prigionieri a Birkenau e il loro tragitto dai treni verso le camere a gas, ma si interrompe con la loro attesa all'aperto nel boschetto di betulle adiacente ai crematori.
Le quattro foto furono scattate clandestinamente da un prigioniero del Sonderkommando di nome Alex (con ogni probabilità da identificarsi con il fotografo ebreo greco Alberto Errera). L'operazione richiese la complicità di diversi altri prigionieri. Di alcuni di essi si conoscono i nomi: Alter Fajnzylberg (conosciuto anche come Stanislaw Jankowski), i fratelli Shlomo e Josel Dragon, e David Szmulewski.
Le prime due foto offrono una visione dei corpi delle vittime ammassati per essere bruciati in una fossa esterna al crematorio (procedimento questo spesso usato quando il numero delle vittime superava le capacità di smaltimento dei forni crematori). Le foto sono prese dall'interno dell'edificio crematorio attraverso una delle sue porte di ingresso. Le altre due foto sono invece scattate sul lato opposto dell'edificio. Una mostra un gruppo di donne denudate che vengono spinte verso il crematorio, l'altra invece, puntata troppo verso l'alto, mostra solo le cime degli alberi da una inquadratura simile.
Scattate in tutta fretta a distanza di 15-30 minuti l'una dall'altra le foto risultano sfocate e non ben centrate. Tuttavia, offrono una straordinaria testimonianza visiva dello sterminio ad Auschwitz-Birkenau e delle capacità operative dalla resistenza interna al campo. Sopravvissuto all'Olocausto, così Alter Fajnzylberg descriverà l'operazione:
Il giorno in cui sono state scattate le foto ... ci siamo assegnati dei compiti precisi. Alcuni di noi dovevano proteggere la persona che ha scattato le foto. In altre parole, dovevamo controllare attentamente l'avvicinamento di chiunque non conoscesse il nostro segreto, e soprattutto degli uomini delle SS che operavano nella zona. Finalmente arrivò il momento. Ci radunammo tutti all'ingresso occidentale che portava dall'esterno alla camera a gas del crematorio V: non potevamo vedere nessun uomo delle SS nella torre di guardia che guardava la porta dal filo spinato, né vicino al luogo in cui le foto dovevano essere scattate. Alex, l'ebreo greco, estrasse rapidamente la sua macchina fotografica, la puntò verso un mucchio di corpi in fiamme e premette l'otturatore. Questo è il motivo per cui la fotografia mostra i prigionieri del Sonderkommando che lavorano al mucchio. Una delle SS era in piedi accanto a loro, ma la sua schiena era rivolta verso l'edificio del crematorio. Un'altra immagine è stata presa dall'altro lato dell'edificio, dove donne e uomini si spogliavano tra gli alberi. Facevano parte di un trasporto destinato ad essere ucciso nella camera a gas del crematorio V.
Ancora più rimarchevole è che l'intera operazione poté essere condotta a termine in totale segreto e che si riuscì a far giungere la pellicola al di fuori del campo nelle mani della resistenza polacca, nascosta dentro un tubetto di dentifricio da Helena Dantón, che lavorava nello spaccio delle SS. La pellicola era accompagnata da un biglietto, datato 4 settembre 1944 e firmato da "Stakło",  pseudonimo del prigioniero polacco e membro principale della resistenza del campo, Stanisław Kłodziński. Questo il testo:
Urgente. Invia due rulli di film di metallo per la fotocamera 6x9 il più velocemente possibile per avere la possibilità di scattare foto. Ti invio scatti da Birkenau - avvelenamento da gas. Queste foto mostrano una delle fosse in cui i corpi sono stati bruciati, quando i crematori non sono riusciti a bruciare tutti i corpi. I corpi in primo piano stanno in attesa di essere gettati nel fuoco. Un'altra immagine mostra uno dei luoghi nella foresta, dove le persone si spogliano prima di "fare la doccia" - come veniva loro detto -, in realtà per andare alle camere a gas. Invia il rotolo di pellicola più velocemente che puoi! Invia le foto allegate a Tell - pensiamo che dovresti inviare gli ingrandimenti più avanti.
Stampate dal fotografo polacco Stanisław Mucha e diffuse dalla resistenza polacca, le foto furono usate già nei primi processi ai crimini di Auschwitz nel 1945-47. Nel 1985 le foto nella loro forma originale furono donate al Museo di Auschwitz-Birkenau.